# Heonjong de Joseon
Heonjong (en hangul, 헌종; en hanja, 憲宗; 8 de septiembre de 1827-25 de julio de 1849), nombre personal Yi Hwan (이환, 李烉), fue el vigesimocuarto monarca de la dinastía Joseon de Corea. Su padre fue el príncipe heredero Hyomyeong, quien murió a la edad de 20 años antes de convertirse en rey, por lo que Heonjong sucedió a su abuelo Sunjo cuando apenas tenía 7 años de edad. Su madre fue la reina Sinjeong, del clan Pungyang Jo.

## Biografía
Yi Hwan nació de la princesa heredera Jo y el príncipe heredero Hyomyeong el 8 de septiembre de 1827 en Gyeongchunjeon (경춘전, 景春殿), en el palacio Gyeongchunjeon (Changdeokgung). Se dice que, el día antes de su nacimiento, ella soñó que le daba a su hijo una caja que contenía un árbol tallado con jade; y el día de su nacimiento un grupo de grullas voló desde la sala del frente y dio vueltas por un largo tiempo. Tanto ella como los demás lo consideraron un evento extraño.
Heonjong ascendió al trono en 1834 a la edad de 7 años, después de que muriera su abuelo, el rey Sunjo. De este modo, fue el monarca más joven en ascender al trono en la historia de Joseon. Al igual que sucedió con el rey Sunjo, al subir al trono a edad tan temprana fue precisa la figura de un regente, que en el caso de Heonjeong fue su abuela, la reina Sunwon. Por tanto, Heonjeong era el rey pero no tenía control político sobre Joseon, y además cuando alcanzó la edad adulta la reina Sunwon se negó a ceder el control del reino; en 1840 este pasó al clan Andong Kim, la familia de su abuela, tras la persecución anticatólica de Gihae de 1839.
Heonjeong se casó a los 14 años con Hyohyeon, pero ella murió apenas dos años después. Su segunda esposa fue la reina Hyojeong, elegida por su madre y personas influyentes de la corte. De este matrimonio se conserva una pintura desplegable que consta de ocho paneles, que representa la ceremonia nupcial en seis paneles y una descripción textual en los dos paneles exteriores. La obra, que data de 1844, fue registrada como tesoro nacional con el número 733 y puede verse en el Museo de la Universidad Dong-A.
El rey no tuvo hijos con ninguna de las dos reinas; tampoco con su amada concubina Kim Gyeong-bin ni con otras damas de la corte, por lo que se vio obligado a adoptar como sucesor al descendiente de otra rama de la familia real. Durante su reinado, Heonjong construyó el complejo Nakseonjae e insistió en que su concubina Kim Gyeong-bin tuviera el uso exclusivo del complejo, lo que fue una medida sin precedentes en la historia de Joseon.
Heonjong murió en 1849, a la edad de 21 años, después de reinar durante 15. Fue enterrado en la tumba de Gyeongneung, dentro del conjunto de tumbas de Donggureung en Seúl, donde fueron enterrados varios reyes y reinas de la dinastía Joseon, junto con las reinas Hyohyeon y Hyojeong, sus consortes. Dado que murió sin dejar heredero, el trono pasó a un descendiente lejano del rey Yeongjo, el rey Cheoljong.
Como era costumbre con los Anales de la Dinastía Joseon, la crónica del reinado de Heonjong se compiló después de su muerte, en 1851. La compilación de la crónica de 16 volúmenes fue supervisada por Jo In-yeong, el tío de su madre.

## Familia
- Padre: príncipe heredero Hyomyeong, póstumamente reconocido como el rey Munjo de Joseon (조선의 문조); 18 de septiembre de 1809-25 de junio de 1830)
  - Abuelo: rey Sunjo de Joseon (조선의 순조); 29 de julio de 1790-13 de diciembre de 1834)
  - Abuela: reina Sunwon, del clan Andong Kim (순원왕후 김씨; 8 de junio de 1789-21 de septiembre de 1857)
- Madre: reina Sinjeong, del clan Pungyang Jo (신정왕후 조씨; 21 de enero de 1809-4 de junio de 1890)
  - Abuelo: Jo Man-yeong, príncipe interno Pungeun (풍은부원군 조만영; 1776-1846)
  - Abuela: princesa consorte interna Deokan del clan Eunjin Song (덕안부부인 은진 송씨; 1776-1834)

Consortes y su respectiva descendencia
- Reina Hyohyeon, del clan Andong Kim (효현왕후 김씨; 27 de abril de 1828-18 de octubre de 1843)
- Reina Hyojeong, del clan Namyang Hong (효정왕후 홍씨; 6 de marzo de 1831-2 de enero de 1904)
- Real Noble Consorte Gyeong, del clan Gwangsan Kim (경빈 김씨; 27 de agosto de 1832-21 de abril de 1907)
- Real Noble Consorte Jeong, del clan Haepyeong Yun (정빈 윤씨; 1827-?)
- Consorte real Suk-ui, del clan Gimhae Kim (숙의 김씨; enero de 1814-12 de noviembre de 1895)
  - Primera hija (1848-1848)

## En la cultura popular
- Interpretado por Jung Hae-in en la película de 2018 Heung-boo: The Revolutionist.
- Es el primer rey de Joseon en el videojuego Victoria 3.
- Interpretado por Nam Da-reum en la película A Birth de 2022.

## Ascendencia
|  |                                          |  |  |  |  |  |  |  |  |  |  |  |  |  |  |  |
|  | Príncipe heredero Sado                   |  |  |  |  |  |  |  |  |  |  |  |  |  |  |  |
|  |                                          |  |  |  |  |  |  |  |  |  |  |  |  |  |  |  |
|  |                                          |  |  |  |  |  |  |  |  |  |  |  |  |  |  |  |
|  | Rey Jeongjo                              |  |  |  |  |  |  |  |  |  |  |  |  |  |  |  |
|  |                                          |  |  |  |  |  |  |  |  |  |  |  |  |  |  |  |
|  |                                          |  |  |  |  |  |  |  |  |  |  |  |  |  |  |  |
|  | Dama Hyegyeong                           |  |  |  |  |  |  |  |  |  |  |  |  |  |  |  |
|  |                                          |  |  |  |  |  |  |  |  |  |  |  |  |  |  |  |
|  |                                          |  |  |  |  |  |  |  |  |  |  |  |  |  |  |  |
|  | Rey Sunjo                                |  |  |  |  |  |  |  |  |  |  |  |  |  |  |  |
|  |                                          |  |  |  |  |  |  |  |  |  |  |  |  |  |  |  |
|  |                                          |  |  |  |  |  |  |  |  |  |  |  |  |  |  |  |
|  | Park Jun-won                             |  |  |  |  |  |  |  |  |  |  |  |  |  |  |  |
|  |                                          |  |  |  |  |  |  |  |  |  |  |  |  |  |  |  |
|  |                                          |  |  |  |  |  |  |  |  |  |  |  |  |  |  |  |
|  | Noble consorte real Su-ki, del clan Park |  |  |  |  |  |  |  |  |  |  |  |  |  |  |  |
|  |                                          |  |  |  |  |  |  |  |  |  |  |  |  |  |  |  |
|  |                                          |  |  |  |  |  |  |  |  |  |  |  |  |  |  |  |
|  | Dama Won                                 |  |  |  |  |  |  |  |  |  |  |  |  |  |  |  |
|  |                                          |  |  |  |  |  |  |  |  |  |  |  |  |  |  |  |
|  |                                          |  |  |  |  |  |  |  |  |  |  |  |  |  |  |  |
|  | Príncipe heredero Hyomyoung              |  |  |  |  |  |  |  |  |  |  |  |  |  |  |  |
|  |                                          |  |  |  |  |  |  |  |  |  |  |  |  |  |  |  |
|  |                                          |  |  |  |  |  |  |  |  |  |  |  |  |  |  |  |
|  | Kim Jo-sun                               |  |  |  |  |  |  |  |  |  |  |  |  |  |  |  |
|  |                                          |  |  |  |  |  |  |  |  |  |  |  |  |  |  |  |
|  |                                          |  |  |  |  |  |  |  |  |  |  |  |  |  |  |  |
|  | Reina Sunwon, del clan Andong Kim        |  |  |  |  |  |  |  |  |  |  |  |  |  |  |  |
|  |                                          |  |  |  |  |  |  |  |  |  |  |  |  |  |  |  |
|  |                                          |  |  |  |  |  |  |  |  |  |  |  |  |  |  |  |
|  | Dama Sim                                 |  |  |  |  |  |  |  |  |  |  |  |  |  |  |  |
|  |                                          |  |  |  |  |  |  |  |  |  |  |  |  |  |  |  |
|  |                                          |  |  |  |  |  |  |  |  |  |  |  |  |  |  |  |
|  | Yi Hwan, rey Heonjong                    |  |  |  |  |  |  |  |  |  |  |  |  |  |  |  |
|  |                                          |  |  |  |  |  |  |  |  |  |  |  |  |  |  |  |
|  |                                          |  |  |  |  |  |  |  |  |  |  |  |  |  |  |  |
|  | Jo Eom                                   |  |  |  |  |  |  |  |  |  |  |  |  |  |  |  |
|  |                                          |  |  |  |  |  |  |  |  |  |  |  |  |  |  |  |
|  |                                          |  |  |  |  |  |  |  |  |  |  |  |  |  |  |  |
|  | Jo Jin-gwan                              |  |  |  |  |  |  |  |  |  |  |  |  |  |  |  |
|  |                                          |  |  |  |  |  |  |  |  |  |  |  |  |  |  |  |
|  |                                          |  |  |  |  |  |  |  |  |  |  |  |  |  |  |  |
|  | Jo Man-yeong                             |  |  |  |  |  |  |  |  |  |  |  |  |  |  |  |
|  |                                          |  |  |  |  |  |  |  |  |  |  |  |  |  |  |  |
|  |                                          |  |  |  |  |  |  |  |  |  |  |  |  |  |  |  |
|  | Reina Sinjeong, del clan Pungyang Jo     |  |  |  |  |  |  |  |  |  |  |  |  |  |  |  |
|  |                                          |  |  |  |  |  |  |  |  |  |  |  |  |  |  |  |
|  |                                          |  |  |  |  |  |  |  |  |  |  |  |  |  |  |  |
|  | Dama Seong                               |  |  |  |  |  |  |  |  |  |  |  |  |  |  |  |
|  |                                          |  |  |  |  |  |  |  |  |  |  |  |  |  |  |  |
|  |                                          |  |  |  |  |  |  |  |  |  |  |  |  |  |  |  |